# Martin Rypl
Martin Rypl (* 14. September 1967) ist ein früherer tschechischer Biathlet.
Martin Rypl ist Sportlehrer und lebt in Rychnov. Er begann 1982 mit dem Biathlonsport. Internationale Einsätze hatte er seit Ende der 1980er Jahre. In Feistritz trat der Tscheche damals noch für die Tschechoslowakei startend bei den Biathlon-Weltmeisterschaften 1989 an und wurde dort 13. im Sprintrennen. Schon einige Wochen zuvor erreichte er als Fünfter in einem Einzel in Borowez ein erstes einstelliges Ergebnis. Zwei Jahre später lief er in Lahti mit der Mannschaft auf den fünften Platz. Ein Jahr später wurde Rypl in Albertville in allen drei Rennen der Olympischen Winterspiele 1992 eingesetzt. Nachdem er im Sprint 50. war, konnte er dieses Ergebnis im Einzel auf Rang 25 halbieren und gemeinsam mit Tomáš Kos, Jiří Holubec und Ivan Masařík als Startläufer in der Staffel einen siebten Platz erreichen. Bei den Biathlon-Weltmeisterschaften 1995 in Antholz wurde der Tscheche 51. im Einzel und 44. im Sprint. Zwei Jahre später startete Rypl bei seiner letzten WM. In Osrblie kam er auf den 45. Platz im Einzel und erreichte mit der Staffel einen 15. Platz. Nach der WM beendete Rypl seine aktive Karriere.

## Biathlon-Weltcup-Platzierungen
Die Tabelle zeigt alle Platzierungen (je nach Austragungsjahr einschließlich Olympische Spiele und Weltmeisterschaften).
- 1.–3. Platz: Anzahl der Podiumsplatzierungen
- Top 10: Anzahl der Platzierungen unter den ersten zehn (einschließlich Podium)
- Punkteränge: Anzahl der Platzierungen innerhalb der Punkteränge (einschließlich Podium und Top 10)
- Starts: Anzahl gelaufener Rennen in der jeweiligen Disziplin

| Platzierung                 | Einzel | Sprint | Verfolgung | Massenstart | Team | Staffel | Gesamt |
| --------------------------- | ------ | ------ | ---------- | ----------- | ---- | ------- | ------ |
| 1. Platz                    |        |        |            |             |      |         |        |
| 2. Platz                    |        |        |            |             |      |         |        |
| 3. Platz                    |        |        |            |             |      |         |        |
| Top 10                      | 1      |        |            |             | 1    | 1       | 3      |
| Punkteränge                 | 2      | 4      |            |             | 1    | 2       | 9      |
| Starts                      | 18     | 18     |            |             | 1    | 2       | 39     |
| Stand: Daten nicht komplett |        |        |            |             |      |         |        |